# Władysław Górski (profesor)
Władysław Górski (ur. 22 stycznia 1917 w Szymanowicach, zm. 10 lutego 2015 w Szczecinie) – profesor nauk prawnych, specjalista prawa transportowego, współzałożyciel Uniwersytetu Szczecińskiego.

## Życiorys
Absolwent gimnazjum w Rydzynie. Dyplom magistra praw otrzymał na Uniwersytecie Poznańskim 1 lipca 1939 roku. Po klęsce wrześniowej (1939) przedostał się na Bliski Wschód i wstąpił do Samodzielnej Brygady Strzelców Karpackich. Brał udział m.in. w walkach o Tobruk, pod Monte Cassino i o Ankonę. Po tej ostatniej bitwie otrzymał stopień podporucznika. Czynną służbę wojskową zakończył w stopniu kapitana.
Po wojnie, w 1946 roku podjął pracę w Akademii Handlowej w Szczecinie – na obecnych wydziałach ekonomicznych US. W latach 1951–1952 oraz 1953–1956 był dziekanem Wydziału Transportu na szczecińskiej uczelni. Specjalizował się w prawie transportowym – wydał ponad 400 publikacji w kraju i za granicą, w ośmiu językach. W latach 1982–88 był prezesem Szczecińskiego Towarzystwa Naukowego (członkiem był od 1956 roku), a w latach 1982-85 – wiceprzewodniczącym Komitetu ds. Powołania Uniwersytetu w Szczecinie. Członek towarzystw naukowych: PTE, ZPP, STN, AIDA.
W 1948 roku Władysław Górski obronił na Uniwersytecie Poznańskim pracę doktorską z zakresu prawa rzeczowego, napisaną pod kierunkiem prof. Alfreda Ohanowicza (Przeniesienie własności w nowym prawie rzeczowym, Szczecin 1949). Późniejsze swoje zainteresowania naukowe skierował tu zobowiązaniom, a zwłaszcza ku regulacji umowy przewozu i umów związanych z przewozem (m.in. czarteru, spedycji, składu, ubezpieczenia). Od 1948 r. pełnił funkcję tzw. profesora kontraktowego. Status docenta uzyskał w 1958 roku (na podstawie rozprawy List przewozowy. Studium prawne, Poznań 1959). Nominację na profesora nadzwyczajnego uzyskał w 1965, a na profesora zwyczajnego w 1976. W roku 1987 przeszedł na emeryturę.
Był doktorem honoris causa Międzynarodowego Uniwersytetu w Delaware (USA, 1988) i Uniwersytetu Szczecińskiego (1993). Odznaczony Krzyżem Komandorskim i Krzyżem Kawalerskim Orderu Odrodzenia Polski, Krzyżem Monte Cassino, Medalem „Pro Memoria” oraz innymi odznaczeniami polskimi i brytyjskimi. Zasłużony Obywatel Szczecina (2000). Międzynarodowe Centrum Biograficzne w Cambridge ujęło jego osobę w publikacji pt.: Who’s Who in Education (1987), a w 1989 roku zaliczyło go do grona 500 czołowych osobistości na świecie. Amerykański Instytut Biograficzny w Raleigh (USA) przyznał mu prestiżowy tytuł Człowieka Roku 1990.
Pochowany na Cmentarzu Centralnym w Szczecinie, kwatera 42 A.
Jego bratem był Józef Górski (1904–1983), profesor prawa.

## Prace
- List przewozowy (1959)
- Prawo przewozowe (1976)
- Umowa przewozu (1983)
- Problematyka prawna przewozu osób (1987)
- Żołnierskim szlakiem przez Tobruk i Monte Cassino (1991)
- Moja droga do Szczecina (1993)
- W mundurku i w mundurze przez świat (1998)